# Ana Lilian de la Macorra
Ana Lilian de la Macorra   (Ciutat de Mèxic, 27 de novembre de 1957) és una productora i ex-actriu mexicana, que va treballar en els programes El Chavo del Ocho, El Chapulín Colorado i Chespirito; entre els anys 1975-1980, obtenint el paper permanent de Paty el 1978 a El Chavo del Ocho.

## Joventut i carrera en Televisa
Ana Lilian va néixer el 27 de novembre de 1957 a Ciutat de Mèxic, DF. Des de nena, li agradaven els animals, els llibres i la música. Durant la seva adolescència, va treballar com a infermera, recepcionista i secretària.
Ana Lilian va començar treballant com a assistent de producció a Televisa després que perdés la seva feina mentre estudiava a la universitat, i després va passar a ser editora dels programes de El Chavo de del Ocho i El Chapulín Colorado. El 1978, Chespirito va escriure tres capítols amb dos personatges extra, les quals eren «Tia Glòria» i la seva neboda «Paty». Van arribar moltes actrius, i Ana Lilian era l'encarregada de fer-los el càsting. Però atès que cap aconseguia veure com nena, Chespirito li va oferir a ella el paper de Paty, donada la seva bellesa i cara de nena, a més de la seva semblança amb l'actriu Regina Torné, la qual va fer el paper de la Tia Glòria.
Així, Ana Lilian va esdevenir la tercera Paty, i va aparèixer en els tres capítols de El Chavo del Ocho, «Las Nuevas Vecinas», de 1978. Donat al seu èxit, les seves aparicions es van estendre a un total de vint episodis entre 1978 i 1979, la qual la va convertir en la Paty més recordada pels fanàtics. Aquestes aparicions eren principalment a l'escola, tot i que també se li va veure en el veïnatge i en la Fonda de Donya Florinda.
A més, va participar en dues cançons a El Chavo del Ocho: la cançó «Eso, eso, eso» en el capítol de 1979 «El Día de San Valentín Parte 1» i «Cri Críi», que apareix en el final de capítol «El día del niño», també de 1979.
Va fer la seva última aparició a la fi de 1979 en l'episodi «Soñando en el restaurante», atès que ella no era ni volia ser actriu. Va decidir apartar-se de les càmeres i seguir treballant en la producció fins a 1980, per poder estudiar psicologia als Estats Units i pel naixement del seu primer fill el 1981.
Ana Lilian descriu ser amiga de Lluís Felipe Macias, ja que ell va ser qui li va oferir la feina d'assistent de producció a Televisa, i amb Paco Peña, qui descriu ser un amic entranyable. Ella explica que l'ambient dins del programa era molt «pulcre i respectuós». A més va ser amiga d'Edgar Vivar, i es van retrobar més de trenta-cinc anys després en 2015 gràcies a un programa del Brasil.

## Vida posterior
Poc se sabia sobre el seu parador després de l'espectacle fins a desembre de 2012, quan un programa de televisió peruà la va trobar a la Ciutat de Mèxic. Actualment viu amb la seva parella, té dos fills i treballa com a psicòloga a la Ciutat de Mèxic. També escriu per a diferents revistes i diaris en temes de psicologia.
Va treballar com a mestra de castellà, pintora, tapissera de parets de cases, i va comprar un terreny que va convertir en ranxo a la Colònia San Francisco Chimalpa, a Mèxic.
 Va estudiar psicologia i va fer el seu màster en psicoteràpia a Baltimore. Després de graduar-se, va treballar en clíniques d'atenció psicològica de l'estat als Estats Units d'Amèrica. Després d'això va decidir tornar a Mèxic i quedar-se a treballar fins al dia d'avui a Ciutat de Mèxic en el seu consultori personal.
Després de reaparèixer davant les càmeres el 2012, va donar diverses entrevistes a diferents mitjans llatinoamericans i va ser convidada a diversos països en diverses ocasions, incloent al Brasil.
En 2014, va publicar un llibre anomenat Hondos los suspiros.